# LOVE COOK
LOVE COOK es el tercer álbum de la cantante japonesa Ai Otsuka, lanzado el 14 de diciembre del 2005.

## Detalles
Este álbum es el primero que logró entrar dentro del primer lugar del ranking de Oricon en Japón, convirtiéndose en álbum más exitoso de la artista hasta el momento.
El álbum fue lanzado en forma masiva con cuatro formatos diferentes: CD, CD+DVD, CD con un mini libro con fotos y CD con un mini libro con dibujos obra de la misma Ai. Las ediciones especiales fueron solo por edición limitada.
El DVD incluye los videos musicales de las canciones "Bidama" y "Cherish". La primera canción fue originalmente parte del sencillo "SMILY / Bidama", pero el video musical en su versión completa nunca había sido lanzada hasta el lanzamiento de este álbum; anteriormente sólo se había mostrado un pequeño clip al interior del comercial del sencillo anteriormente nombrado. El video musical de "Cherish" fue especialmente grabado para el álbum "LOVE for NANA ～Only 1 Tribute～", un álbum tributo para el manga Nana, donde Ai canta la canción inspirada bajo la banda ficticia Trapnest, presente dentro de la serie.
Este álbum se convirtió en el primero de la carrera de Ai Otsuka en lograr llegar al primer lugar de los álbumes más vendidos de las listas de Oricon, y también el que ha logrado mejores ventas.

## Lista de canciones
Todas las canciones escritas y compuestas por Ai Otsuka. 
| CD  |                                                 |                                                              |          |  |
| N.º | Título                                          | Arreglistas(s)                                               | Duración |  |
| 1.  | «5:09a.m.»                                      | Ai×Ikoman                                                    | 2:52     |  |
| 2.  | «Haneari Tamago (羽ありたまご?)»                | Ai×Ikoman Ittetsu Gen (Arreglo del instrumento de cuerda)    | 4:58     |  |
| 3.  | «Bidama (ビー玉?)»                              | Ai×Ikoman                                                    | 4:06     |  |
| 4.  | «SMILY»                                         | Ai×Ikoman                                                    | 3:33     |  |
| 5.  | «U-Boat (U-ボート?)»                            | Ai×Ikoman                                                    | 4:42     |  |
| 6.  | «Neko ni Fuusen (ネコに風船?)»                  | Ai×Ikoman Ittetsu Gen (Arreglo del instrumento de cuerda)    | 5:13     |  |
| 7.  | «Cherish»                                       | Ai×Ikoman Crusher Kimura (Arreglo del instrumento de cuerda) | 4:51     |  |
| 8.  | «Ramen Sanpun Cooking (ラーメン3分クッキング?)» | Ai×Ikoman                                                    | 3:00     |  |
| 9.  | «Tokyo Midnight (東京ミッドナイト?)»            | Ai×Ikoman Yokan (Arreglo del instrumento de viento-metal)    | 4:56     |  |
| 10. | «Planetarium (プラネタリウム?)»                 | Ai×Ikoman                                                    | 5:10     |  |
| 11. | «Birthday Song»                                 | Ai×Ikoman                                                    | 3:50     |  |
| 12. | «LOVE MUSiC»                                    | Ai×Ikoman                                                    | 4:30     |  |

| DVD |                                 |              |          |  |
| N.º | Título                          | Director(es) | Duración |  |
| 1.  | «Bidama (ビー玉?)» (Music Clip) |              |          |  |
| 2.  | «Cherish» (Music video)         |              |          |  |

- Datos: Q1143146